# Caso dos hemofílicos contaminados
O caso dos hemofílicos contaminados, processo dos hemofílicos, caso do sangue contaminado, ou Caso Beleza ocorreu na década de 1980, quando doses de Factor VIII, derivado de plasma contaminado com VIH, foi administrado a doentes hemofílicos tendo estes acabados por ficarem infetados, tendo muitos deles acabado por morrer. 

## Antecedentes

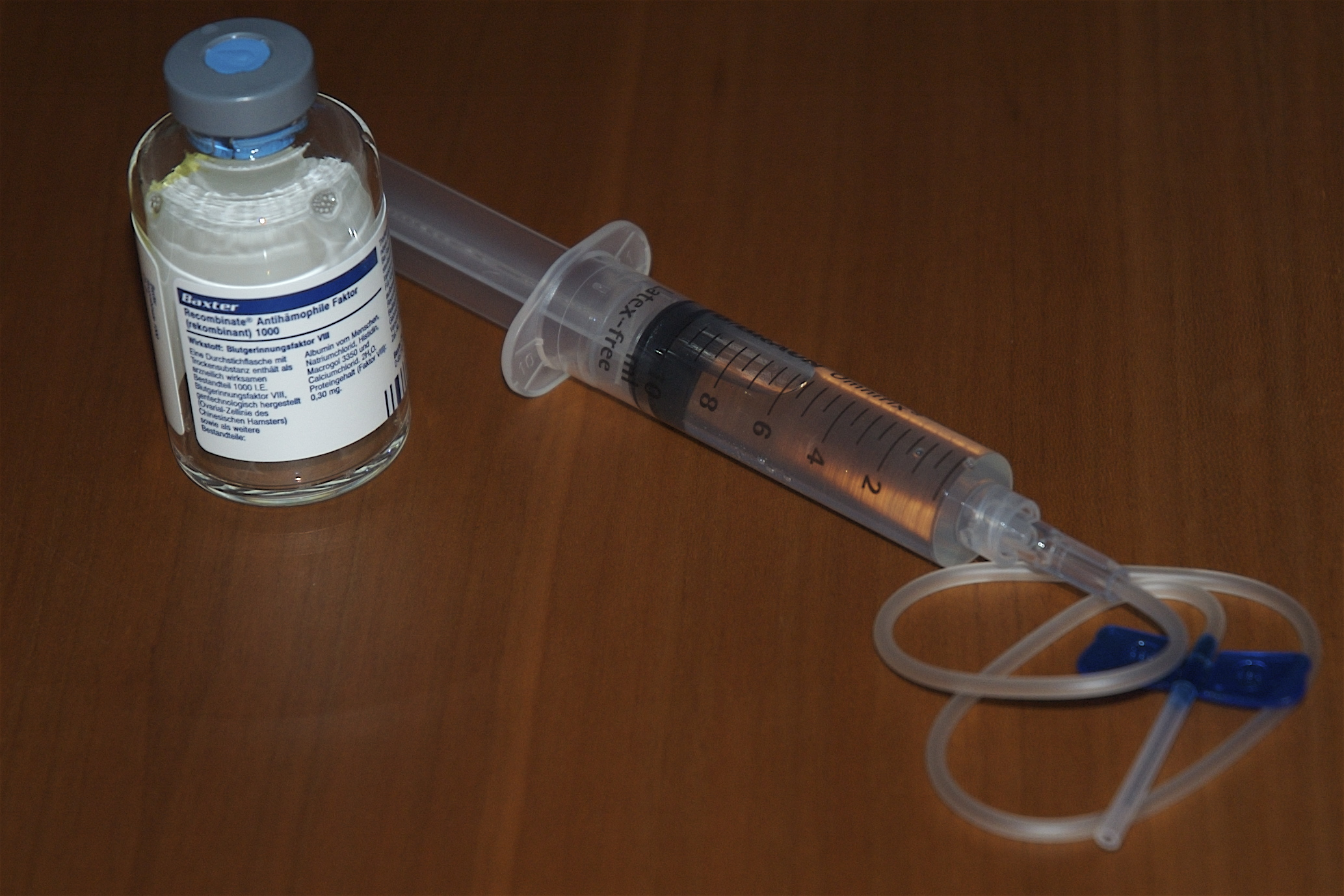
Forma concentrada do Fator VIII

Em 1981, crescia a preocupação com uma doença infecciosa não identificada associada ao colapso do sistema imunitário que mais tarde se tornaria conhecida como SIDA. A 16 de julho de 1982, os Centros de Controle e Prevenção de Doenças (CDC) dos Estados Unidos relataram que três hemofílicos haviam adquirido a doença. Os epidemiologistas começaram a acreditar que a doença estava a espalhar-se através de produtos sanguíneos, com graves implicações para os hemofílicos que eram rotineiramente tratados com concentrado feito de grandes "pools" de plasma doado. Grande parte deste plasma foi coletado por plasmaférese comercial a doadores pagos, antes de existir teste de HIV de rotina, muitas vezes em cidades dos EUA que tinham um grande número de homossexuais e consumidores de drogas intravenosas e em algumas prisões dos EUA e países subdesenvolvidos durante os quatro ou cinco anos do final da década de 1970 até ao início da década de 1980, antes da SIDA ser descoberta e reconhecida como um problema de saúde pública.
Em Janeiro de 1983, o gestor de aquisição de plasma da divisão Cutter Biological da Bayer reconheceu numa carta que "há fortes evidências que sugerem que a SIDA é transmitida a outras pessoas através de... produtos de plasma." Em Março de 1983, o CDC alertou que os produtos sanguíneos "parecem responsáveis pela SIDA entre os pacientes com hemofilia". Em maio de 1983, um rival da Cutter começou a fabricar um concentrado tratado termicamente e a França decidiu suspender todas as importações de concentrados de fatores de coagulação.
A Cutter temia perder clientes, então, de acordo com um memorando interno, Cutter "queria dar a impressão de que [estavam] a melhorar continuamente o nosso produto sem lhes dizer que [esperavam] em breve também ter um concentrado tratado termicamente". O processo tornou o vírus “indetectável” no produto, segundo um estudo do governo.
Em junho de 1983, uma carta da Cutter a distribuidores em França e vinte outros países dizia que "a SIDA se tornou o centro da resposta irracional em muitos países" e que "Isso é particularmente preocupante para nós por causa de especulações infundadas de que esta síndrome pode ser transmitida por certos produtos sanguíneos." A França continuou a usar concentrado não tratado de estilo antigo até agosto de 1983.

## Ministério da Saúde
Em janeiro de 1986, foi adjudicada, pela secretaria-geral do Ministério da Saúde - cuja secretária-geral era a Maria dos Prazeres Couceiro da Costa, mãe de Leonor Beleza -, a compra do medicamento concentrado de Fator VIII, à base de plasma doado, ao laboratório PlasmaPharm Sera, na Áustria. No entanto, um dos lotes do medicamento encontrava-se contaminado com VIH, o vírus da SIDA, e acabou por ser administrado a 137 doentes hemofílicos, entre junho de 1986 e fevereiro de 1987, os quais ficaram também contaminados, tendo dezenas de doentes acabado por morrer. Em fevereiro de 1988, ainda antes de o caso atingir proporções de escândalo, o então diretor do Instituto Nacional do Sangue, Benvindo Justiça, declarou ao Jornal de Notícias que "muita coisa anda mal no setor do sangue, nomeadamente no que diz respeito a colheitas, classificação e transfusões", pelo que foi imediatamente exonerado por Leonor Beleza.[carece de fontes?] Em 1990, Leonor Beleza acabou por ser também exonerada do cargo de ministra da Saúde. Em 1992, o caso é denunciado à Procuradoria-Geral da República pela presidente da Associação Portuguesa de Hemofílicos, sendo aberto um inquérito.

## Processos judiciais
Em setembro de 1995, Leonor Beleza e mais 13 arguidos, incluindo a sua mãe e secretária-geral do Ministério da Saúde à data dos factos, Maria dos Prazeres Beleza, foram acusados pelo Ministério Público do crime de propagação de doença contagiosa com dolo eventual, devido à contaminação dos doentes hemofílicos com VIH proveniente de um lote do medicamento concentrado Fator VIII, à base de plasma doado. O crime de homicídio por negligência já havia prescrito, pelo que não foi possível acusar os arguidos desse crime, restando a acusação pelo crime de propagação de doença contagiosa com dolo eventual. O processo judicial foi marcado por críticas, entre outros, da defesa de Leonor Beleza e de Mário Soares, relativamente à condução do processo pelo Ministério Público e ao seu impacto mediático. O advogado de Leonor Beleza, Daniel Proença de Carvalho, requereu ao juiz de instrução o fim do segredo de justiça sobre o processo, tendo o requerimento sido recusado. No dia em que foi pronunciada pelo crime de propagação de doença contagiosa com dolo eventual, à saída do tribunal, Leonor Beleza foi alvo de insultos, apupos e tentativas de agressão por parte de cidadãos e de familiares dos doentes hemofílicos mortos. A defesa de Leonor Beleza recorreu da pronúncia decretada pelo Tribunal de Instrução Criminal e o Tribunal da Relação decidiu revogar a pronúncia, regressando o processo ao juiz de instrução criminal que havia pronunciado inicialmente os arguidos, o que foi contestado pela defesa de Leonor Beleza, que pretendia que fosse outro juiz a apreciar o caso. A defesa de Leonor Beleza recorreu a pareceres técnicos para contrariar a tese de que o lote do medicamento estivesse infetado. 
Em março de 1997, o Tribunal de Instrução Criminal ordenou o arquivamento do processo, tendo concluído pela violação dos deveres de cuidado por parte de Leonor Beleza, enquanto ministra da Saúde, embora não tenha encontrado indícios que justificassem o dolo eventual. O Ministério Público recorreu do despacho de arquivamento do processo e o Tribunal da Relação de Lisboa revogou-o, em novembro de 1998, confirmando a pronúncia de Leonor Beleza, que deveria assim ser presente a julgamento. Os arguidos recorreram da decisão do Tribunal da Relação de Lisboa - Leonor Beleza e a mãe, Maria dos Prazeres Beleza, recorreram para o Tribunal Constitucional com base na violação do princípio da presunção de inocência, tendo o Tribunal Constitucional decidido que não havia sido violado o princípio da presunção de inocência; outros oito arguidos, funcionários do Ministério da Saúde, recorreram para o Tribunal Constitucional alegando a prescrição do crime de que vinham acusados. Em fevereiro de 2000, o Tribunal Constitucional considerou inconstitucional "a interpretação [do Tribunal da Relação de Lisboa] da norma do Código de Processo Penal segundo a qual "a prescrição do procedimento criminal se interrompe com a notificação para as primeiras declarações para comparência ou interrogatório do agente, como arguido, na instrução". O prazo para extinção do procedimento criminal, contado a partir de fevereiro de 1987 (data da morte da primeira vítima) e não a partir de 1994 (morte da última vítima), não foi assim interrompido pela fase de instrução do processo entre 1995 e 1996, pelo que o crime de propagação de doença contagiosa prescreveu em fevereiro de 1997. O processo regressou assim ao Tribunal da Relação de Lisboa, que, ainda assim, confirmou, em abril de 2001, a decisão de pronúncia de Leonor Beleza e dos restantes arguidos, proferida em novembro de 1998. Após novo recurso dos arguidos para o Tribunal Constitucional, a decisão do Tribunal da Relação de Lisboa foi anulada, em novembro de 2002, por acórdão do Tribunal Constitucional, que confirmou o entendimento previamente expresso acerca da prescrição dos crimes em fevereiro de 1997 (após 10 anos da última transfusão). Em fevereiro de 2003, o Tribunal da Relação de Lisboa confirmou a decisão do Tribunal Constitucional, tendo o Ministério Público, através da procuradora-geral-adjunta Maria José Morgado, e os familiares das vítimas recorrido para o Supremo Tribunal de Justiça, alegando que a prescrição dos crimes só deveria ocorrer em fevereiro de 2007. Em julho de 2003, o Supremo Tribunal de Justiça confirmou a prescrição dos crimes. A Associação Portuguesa de Hemofílicos mencionou que, apesar da prescrição, o estigma sobre Leonor Beleza se manteria, atendendo a que nunca chegou a haver julgamento, e a advogada das vítimas ponderou recorrer ao Tribunal Europeu dos Direitos Humanos.
O governo criou um tribunal arbitral de modo a indemnizar as vítimas, tendo este decidido, em novembro de 1995, que seria atribuído a cada uma das vítimas, ou seus representantes, o valor de 12 mil contos (60 mil euros).